# Старо-Ямська
Старо-Ямська (рос. Старо-Ямская) — присілок в Старицькому районі Тверської області Російської Федерації.
Населення становить 76 осіб. Входить до складу муніципального утворення Ново-Ямське сільське поселення.

## Історія
Від 2005 року входить до складу муніципального утворення Ново-Ямське сільське поселення. Раніше населений пункт належав до Ново-Ямського сільського округу.

## Населення
| 2008 | 2010 |
| ---- | ---- |
| 82   | ↘76  |